# Switłana Hrynczuk
Switłana Wasyliwna Hrynczuk, ukr. Світлана Василівна Гринчук (ur. 11 listopada 1985 w obwodzie czerniowieckim) – ukraińska ekonomistka i urzędniczka państwowa, w latach 2024–2025 minister ochrony środowiska i zasobów naturalnych, od 2025 minister energetyki.

## Życiorys
Absolwentka instytutu handlu i ekonomii w Czerniowcach (wchodzącego w skład Kijowskiego Narodowego Uniwersytetu Handlu i Ekonomii). W 2013 otrzymała stopień kandydata nauk ekonomicznych. Zawodowo związana z administracją publiczną. W 2016 została dyrektorką departamentu zmian klimatu i ochrony warstwy ozonowej w ministerstwie środowiska. W 2019 powołana na doradcę premiera Ukrainy, od 2020 była urzędniczką w ministerstwie finansów. W 2022 została wiceministrem ochrony środowiska i zasobów naturalnych, a w 2023 dyrektorką biura wsparcia reform w ministerstwie energetyki. W tym samym roku powołana na wiceministra w tym resorcie.
We wrześniu 2024 została ministrem ochrony środowiska i zasobów naturalnych w rządzie Denysa Szmyhala. W lipcu 2025 przeszła na urząd ministra energetyki w nowo powołanym gabinecie Julii Swyrydenko.